# Mogi das Cruzes
Mogi das Cruzes és un municipi brasiler de l'estat de São Paulo, a la Regió Metropolitana de São Paulo, a una distància d'aproximadament 63 km del centre de la capital paulista. Té una població de 450.785 habitants, segons el cens de 2022.
La seva circumscripció territorial està formada per la seu i pels districtes de Biritiba Ussu, Brás Cubas, César de Sousa, Jundiapeba, Quatinga, Sabaúna, Cocuera, Alto Parateí, Taboão i Taiaçupeba. Pel que fa a la seva superfície, després de la capital, Mogi das Cruzes és el major municipi paulista, amb 725,4 km². Té una densitat demogràfica de 512,50 hab/km².
És la ciutat natal del futbolista de la selecció brasilera de futbol, Neymar Jr.

## Història

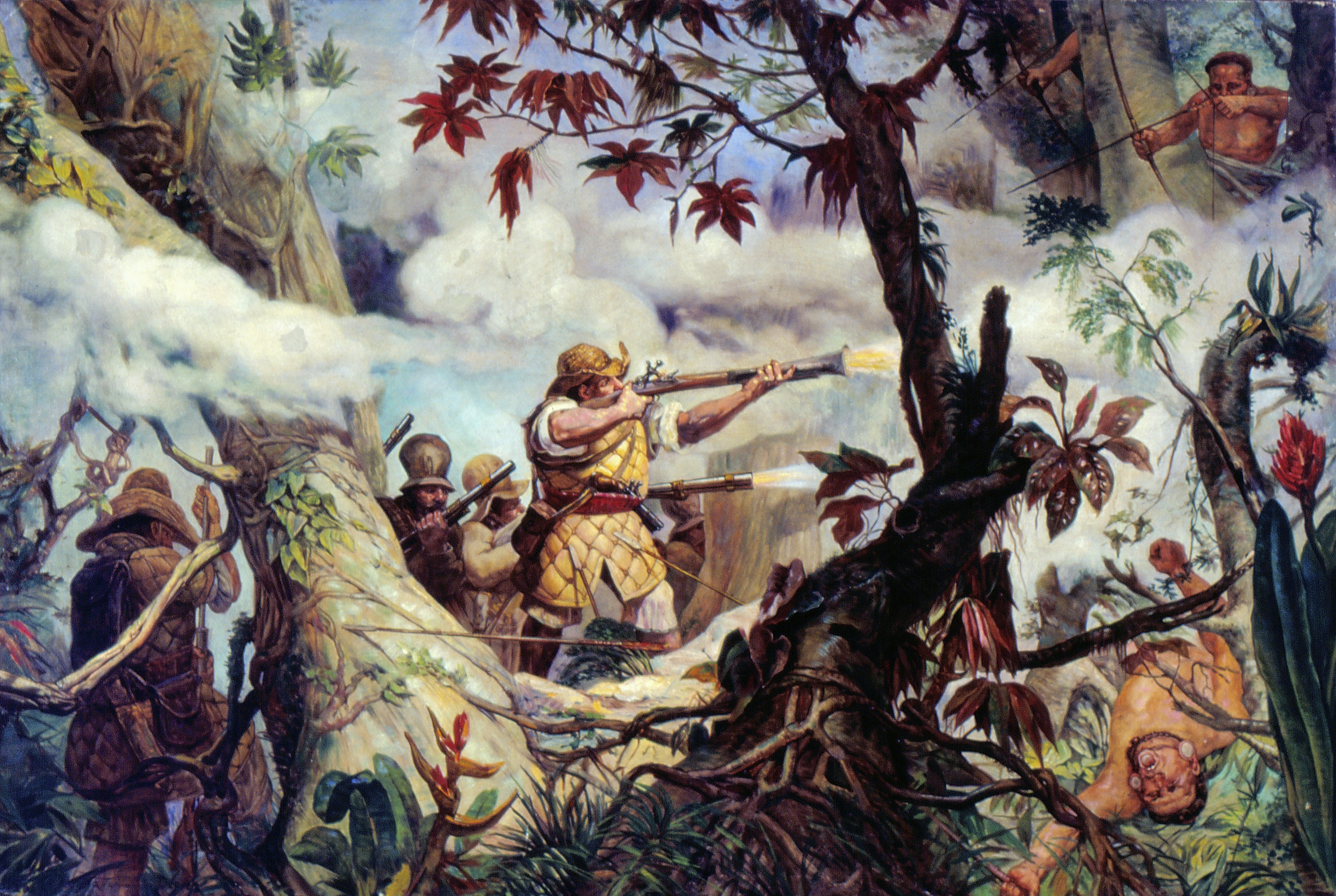
Obra del pintor francès Debret (1768-1848) que mostra soldats oriünds de la ciutat en combat.

Mogi das Cruzes va començar sent un poblat, al voltant de 1560, servint com a punt de repòs dels bandeirantes i exploradors que anaven i venien de São Paulo, entre ells Brás Cubas. Gaspar Vaz Guedes va ser responsable de l'obertura de la primera carretera entre la capital i Mogi, fundant el poble, posteriorment elevat a la categoria de "Vila", amb el nom de "Vila de Sant'Ana de Mogi Mirim". El fet es va fer oficial l'1 de setembre de 1611. El 13 de març de 1865 va ser elevada a ciutat, i el 14 d'abril de 1874 a comarca.
Segons l'historiador Isaac Grinberg, el bandeirante Gaspar Vaz, a més de ser l'encarregat d'obrir i explorar aquestes terres, després d'adquirir una sesmaria en la regió, també va ser el responable de demanar l'elevació de categoria de poble a vila. Fet que va ocórrer l'any 1611, a principis de setembre.
Mogi das Cruzes va acollir colònies migrants de tot arreu del món, d'especial importànica va ser la colònia japonesa, amb una gran quantitat de japonesos i dels seus descendents (aproximadament un 20% de la població segons l'alcaldia), que ja són de tercera generació en el municipi. A part d'això, el municipi tenia una població considerable d'habitants del nord-est, la majoria dels quals primer havien anat a viure a la capital estatal i, després es van traslladar a Mogi das Cruzes en busca d'una millor qualitat de vida.